# ابرمول
ابرمول (به انگلیسی: Abermule) یک روستا در بریتانیا است که در پویس واقع شده‌است.